# Vandali

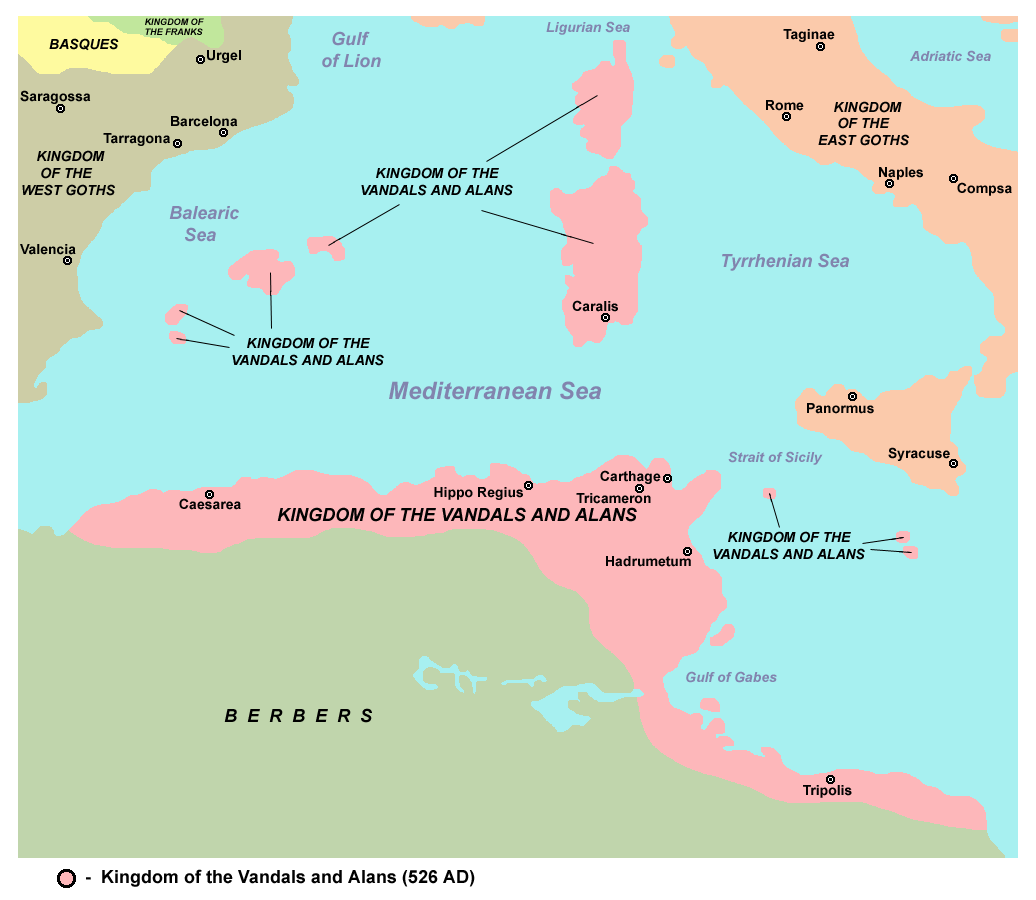

Vandalii erau un trib germanic estic, constituit din 2 ramuri: hasdingii și silingii, care în 429 sub regele Genseric vor întemeia un regat ce cuprindea Sicilia, Sardinia, Corsica, insulele Baleare și nordul Africii. Acest regat s-a prăbușit în final sub atacurile bizantine ale împăratului Iustinian dintre anii 533-534.
Scriitorii din timpul Renașterii și începutul Epocii Moderne i-au caracterizat pe vandali drept barbarii care au jefuit Roma, de unde proveniența cuvântului vandalism, ce descrie orice tip de distrugere. Însă, istoricii moderni tind să-i considere pe vandali niște perpetuatori ai culturii romane, și nu distrugători a acesteia.

## Istoric

### Origini
Unii arheologi și istorici îi identifică pe vandali cu cultura Przeworsk, și controversele legate de originea acestora îi înconjoară precum vandalii ar fi un amestec de triburi slave și germanice, lugii (lygier, lugier sau lygiani), care sunt menționați ca locuind în această zonă de către scriitori romani. Unele cadre didactice consideră că, fie lugii a fost un nume timpuriu a vandalilor sau vandalii au făcut parte din federația lugiană, care a fost compusă din triburi germanice și slave. Purtătorii culturii Przeworsk (eventual lugii) au avut obiceiul de incinerare. Incinerarea este caracteristică triburile prusace baltice.

Așezarea vandalilor în 125 d.Hr.

Asemănările dintre nume au dus la ipoteze ale spațiului natal al vandalilor în Norvegia (Hallingdal), Suedia (Vendel) sau Danemarca (Vendsyssel). Vandalii se presupune că au trecut Marea Baltică în ceea ce este astăzi Polonia, undeva în secolul al II-lea î.Hr., și s-ar fi stabilit în Silezia în jurul anului 120 î.Hr. Această teorie sprijină identificarea vandalilor cu cultura Przeworsk, deoarece cultura Wielbark pare să fie înlocuită de o ramură a culturii. Unii autori medievali au aplicat etnonimului "vandali" la popoare slave: wenzi, sorabi sau polonezi. S-a considerat odată că slovenii erau descendenți ai vandalilor, dar acest lucru nu este punctul de vedere al savanților moderni.

### Vandalii și Imperiul Roman
Vandalii au fost împărțiți în două grupe: silingi și hasdingi. În timpul războaielor marcomanice (166-180), silingii au trăit într-o zonă înregistrată de către Tacitus ca Magna Germania. În secolul al II-lea, hasdingii, conduși de regii Raus și Rapt, s-au mutat la sud, și i-au atacat prima dată pe romani în zona Dunării de jos. În jurul anului 271 împăratul roman Aurelian a fost obligat să protejeze cursul mijlociu al Dunării împotriva lor. Au făcut pace și s-au stabilit în vestul Daciei și Pannoniei.
Potrivit scierii Getica a lui Iordanes, hasdingii au intrat în conflict cu goții în timpul domniei lui Constantin cel Mare. În timp, vandalii au trăit în ținuturile locuite mai târziu de gepizi, în cazul în care acestea au fost înconjurați la est de goți, în vest de marcomani, în nord de hermanduri și în sud de Istru (Dunărea). Vandalii au fost atacați de regele got Geberic, iar regele lor Visimar a fost ucis. Vandalii, apoi au migrat în Panonia, în cazul în care, după Constantin cel Mare (aproximativ 330) li s-au acordat terenuri pe malul drept al Dunării, unde au trăit pentru următorii șaizeci de ani.
În jurul acestei date, hasdingii fuseseră deja creștinați. În timpul domniei împăratului Valens (364-378) vandalii au acceptat, precum goții, arianismul, o credință care era în opoziție cu hotărârile luate la Niceea. Cu toate acestea, au existat, de asemenea, unii vandali care u acceptat credința creștină niceeană, printre care se afla și celebrul magister militum Stilicon, ministrul șef al împăratului apusean Honorius, probabil, mai mult ca urmare a origini sale jumătate vandal și jumătate roman.
În 400 sau 401, eventual, din cauza atacurilor hunilor, vandalii, sub regele Godigisel, împreună cu aliații lor (alanii și suebii) s-au mutat spre vest, pe teritoriul roman. O parte din silingi s-au alăturat mai târziu. Vandalii au ocupat provincia romană Raetia în iarna dintre anii 401/402. Istoricul Peter Heather concluzionează că, în acest moment vandalii au fost situați în regiunea dintre Dunărea de Mijloc și de Sus.

#### ÎnGalia
În 406 vandalii înaintează din Pannonia spre vest de-a lungul Dunării, fără mare dificultate, dar când au ajuns la Rin, s-au întâlnit cu o rezistență din partea francilor, care au populat și controlat regiunile romanizate din nordul Galiei. Douăzeci de mii de vandali, inclusiv Godigisel însuși, au murit în lupta, dar apoi cu ajutorul alanilor au reușit să-i învingă pe franci, iar la 31 decembrie 406 au traversat Rinul, probabil, în timp ce acesta a fost înghețat, pentru a invada Galia, pe care au devastat-o. Sub Gunderic, fiul lui Godigisel, vandalii au jefuit în drumul lor spre vest și sud Aquitania.

#### ÎnHispania
În data de 13 octombrie 409, au trecut Pirineii în Peninsula Iberică. Aici, hasdingii au primit teren de la romani, ca foederati, în Asturia (nord-vest) și silingii în Hispania Baetica (sud), în timp ce alanii primit terenuri în Lusitania (vest) și regiunea din jurul Noii Cartagine. Suebii controlau, de asemenea, o parte din Galicia. Vizigoții, care au invadat Iberia înainte de a primi terenuri în Septimania (sudul Franței), i-au zdrobit pe alanii în 418, ucigându-l pe regele alan Attaces. Restul poporului său, ulterior, au apelat la regele vandal Gunderic să accepte coroana alană. Mai târziu, regii din Africa de Nord s-au autointitulat Rex Wandalorum et Alanorum ("regele vandalilor și alanii"). În general, se crede că termenul arab pentru Iberia, Al-Andalus și Andaluzia au derivat din pronunția berberă: „Wandal”. Cu toate acestea, teoria a fost contestată.

### Limba vandalică
Se cunosc foarte puține lucruri despre limba vandalică, limbă care era izvorâtă din ramura lingvistică germanică orientală. Goții au lăsat în urma lor singurul corpus de texte de tipul limbii est-germanice, o traducere a Evangheliilor, din secolul al IV-lea. Toți vandalii pe care istoricii moderni îi cunosc știau vorbi latina, care era limba oficială a administrației vandale (dar cei mai mulți membri ai personalului par să fie de origine berberă sau romano-berberă.) Nivelul de alfabetizare în lumea antică este nesigur, dar scrierea este o activitate esențială în administrație și în afaceri. Studiile privitoare la alfabetizarea în Africa de Nord au avut tendința să se centreze în jurul administrației, limitată la o elită socială urbanizată, dar trebuie notat că majoritatea  populației din Africa de Nord nu trăia în centre urbane.

Judith George spune că 
„analiza poemelor [vandale] în contextul lor reflectă manierele și valorile timpurilor.”
 Foarte puține lucrări ale poeților vandali din Africa de Nord au supravieuit, ceea ce a rămas se află în antologia latină. În afară de numele lor, se cunosc puține lucruri despre poeții înșiși. Lucrarea lor se sprijină pe tradițiile romane anterioare. Scriitorii moderni consideră în general că vandalii au permis romanilor din Africa de Nord să-și continue modul lor de viață, cu doar unele interferențe ocazionale.

### Regatul vandal

#### Întemeierea
Vandalii sub noul lor rege Genseric (de asemenea, cunoscut sub numele de Geiseric) au traversat în Africa în 429. Cu toate că cifrele sunt necunoscute și unii istorici încă dezbat validitatea estimărilor, bazat pe afirmația lui Procopiu aceia că vandalii și alanii au numărat 80,000 atunci când s-au mutat în Africa de Nord. Peter Heather estimează că aceștia ar fi putut avea o armată de aproximativ 15.000-20.000. În conformitate cu Procopiu, vandalii au venit în Africa, la cererea lui Bonifaciu, conducătorul militar al regiunii. Cu toate acestea, s-a sugerat că vandalii au migrat în Africa, în căutare de siguranță; au fost atacați de o armată romană în 422 și au reușit să încheie un tratat cu ei. Avansând spre est de-a lungul coastei, au asediat orașul fortificat Hippo Regio în 430.
În interior, Sfântul Augustin și preoții s-au rugat să câștige în fața invadatorilor, știind foarte bine că ocuparea orașului ar însemna convertirea sau moartea pentru mulți romani creștini. Pe 28 august 430, după trei luni de asediu, Sf. Augustin (în vârstă de 75 de ani) a murit, probabil, de foame sau de stres. După 14 luni, foametea și bolile inevitabile au fost devastatoare atât locuitorilor orașului cât și vandalilor din afara zidurilor orașului. Orașul a căzut în mâinile vandalilor și regele Geiseric a făcut-o capitala regatului vandal până la capturarea Cartaginei în 439.
Pacea încheiată între romani și vandalii în 435 printr-un tratat oferind controlul vandalilor asupra coastei Numidii, Geiseric a ales să rupă tratatul în 439, când a invadat provincia Africa și a asediat Cartagina. Orașul a fost capturat fără luptă, vandalii au intrat în orașul în timp ce majoritatea locuitorilor au participat la cursele de la hipodrom. Genseric i-a hotărât statul de capitală, și s-a proclamat regele vandalilor și alanilor, pentru a indica includerea alanilor din nordul Africii în alianță lui. Prin cucerirea Siciliei, Sardiniei, Corsicăi și insulelor Baleare, a construit un regat puternic.
Impresia oferită de sursele antice a fost că vandalii au preluat Cartagina și Africa de Nord, distrugându-le. Cu toate acestea, investigațiile arheologice recente au contestat această afirmație. Deși Cartagina lui Odeon a fost distrusa, modelul strazilor a rămas aceeași, iar unele clădiri publice au fost renovate. Centrul politic al Cartaginei a fost dealul Byrsa. Atunci când vandalii au capturat Sicilia în 440, Imperiul Roman de Apus a fost prea preocupat cu războiul din Galia ca să reacționeze. Teodosie al II-lea, împărat al Imperiului Roman de Răsărit, a trimis o expediție pentru a face față cu vandalilor în 441. Imperiul de Apus în timpul lui Valentinian al III-lea a închis un tratat în 442. Conform tratatului, vandalii au câștigat Byzacena, Tripolitania, o parte din Numidia, și a confirmat controlul lor asupra Africii proconsulare.

#### Jefuirea Romei

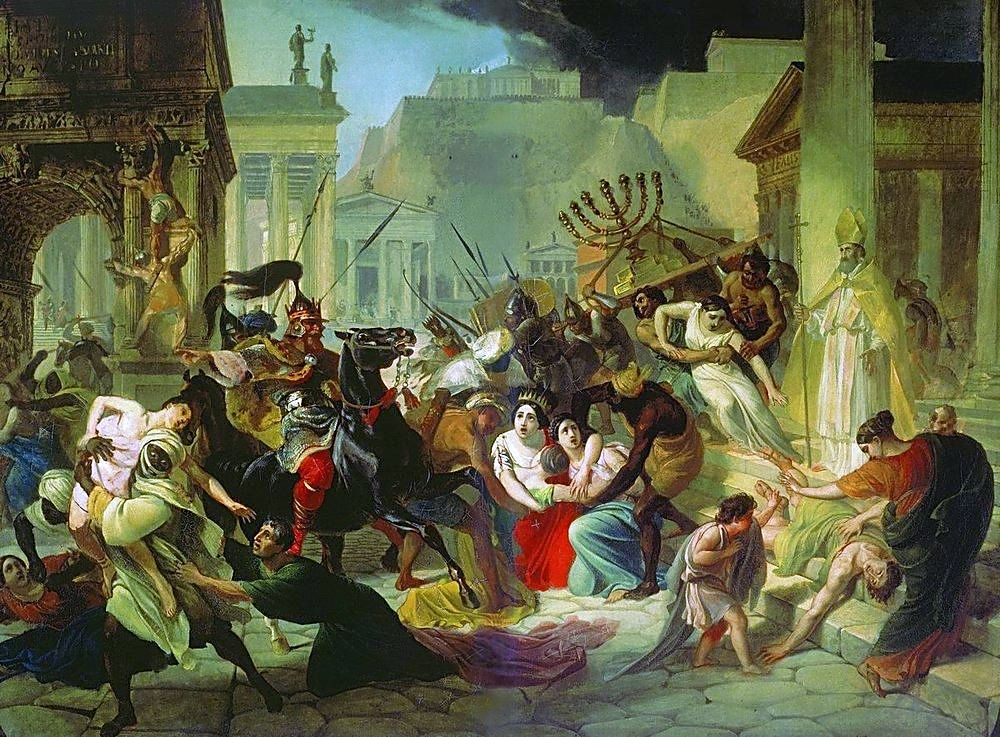
Genseric jefuind Roma în 455.

În timpul următorilor treizeci și cinci de ani, cu o flotă uriașă, Genseric a jefuit coastele Imperiilor de Est și de Vest. După moartea lui Attila, regele hunilor, romanii și-au putut permite să-și îndrepte atenția înspre vandali, care controlau unele dintre cele mai bogate teritorii din fostul lor imperiu. Într-un efort de a-i aduce pe vandali sub conducerea imperiului, Valentinian al III-lea a oferit mâna fiicei sale fiului lui Genseric. Înainte ca acest tratat să fie încheiat, politica a jucat din nou un rol crucial în greșelile Romei. Petronius Maximus, un uzurpator, l-a ucis pe Valentinian al III-lea într-un efort de a controla Imperiul. Relația între cele două facțiuni s-a înrăutăți, în 455 o scrisoare de la împărăteasa Eudoxia Licinia, îi cerea fiului lui Genseric să o salveze, vandalii au capturat astfel Roma, împreună cu împărăteasa Eudoxia Licinia și fiicele sale Eudochia și Placidia.
Cronicarul Prosper de Aquitania oferă numai din secolul al V-lea informații despre 2 iunie 455, când Papa Leon cel Mare l-a primit pe Genseric și l-a implorat să se abțină de la crimă și distrugere, și de a fi mulțumit cu jaful. Dacă influența papei a salvat Roma este, cu toate acestea, sub semnul întrebării. Vandalii au plecat cu obiecte de valoare nenumărate, Eudoxia și Eudochia, fiica ei, în Africa de Nord.

#### Consolidarea
Ca urmare a jefuirii Romei și a pirateriei în Marea Mediterană, pentru Imperiul Roman a devenit important să distrugă regatul vandal. Atât Imperiul Roman de Apus (în 460) cât și cel de Răsărit (în 468) și-au trimis flotele împotriva vandalilor. Aceștia au capturat flota apuseană, iar pe cea răsăriteană au distrus-o cu nave incendiatoare. Ca urmare a atacului, vandalii au încercat să invadeze Peloponezul, dar au fost trimiși înapoi la Kenipolis cu pierderi grele. Drept răzbunare, vandalii au luat 500 ostatici din Zakynthos, i-au tocat în bucăți și le-au aruncat rămășițele peste bord în Cartagina. În anii 470, romanii au abandonat politica lor de război împotriva vandalilor. Generalul vestic Ricimer a ajuns la un tratat cu ei, iar în 476 Genseric a fost capabil să încheie o „pace perpetuă” cu Constantinopolul. Începând cu anul 477, vandalii au bătut monedă proprie din bronz și argint cu valoare redusă.
Deși vandalii au blocat atacurile romanilor și hegemonia stabilită în insulele din vestul Mediteranei, au obținut succese infime în conflictul lor cu berberii. Situați în sudul regatului vandal, berberii au cauzat două înfrângeri majore vandalilor în perioada 496-530.

#### Declinul
Conform Enciclopediei Catolice din 1913, Genseric a murit în data de 25 ianuarie 477, la vârsta de 88 ani, conform legii succesiunii pe care a promulgat-o, cel mai în vârstă membru de sex masculin al casei regale l-a succedat. Astfel el a fost succedat de fiul său Huneric (477-484), care la început i-a tolerat pe catolici, dar datorită fricii sale de Constantinopol, după 482 a început să-i persecute pe maniheiști și catolici.
Gunthamund (484-496), vărul și succesorul său, a căutat pacea internă cu catolicii și a încetat persecuțiile. Pe plan extern, puterea vandalilor a scăzut de la moartea lui Genseric, iar Gunthamund a pierdut o mare parte din Sicilia în favoarea ostrogoților și a trebuit să suporte presiunea tot mai mare a maurilor.
În timp ce Thrasamund (496-523), ca urmare a fanatismului religios, a fost ostil față de catolici, el însuși s-a mulțumit cu persecuții fără vărsare de sânge, conform Enciclopediei Catolice din 1913.

#### Sfârșitul violent

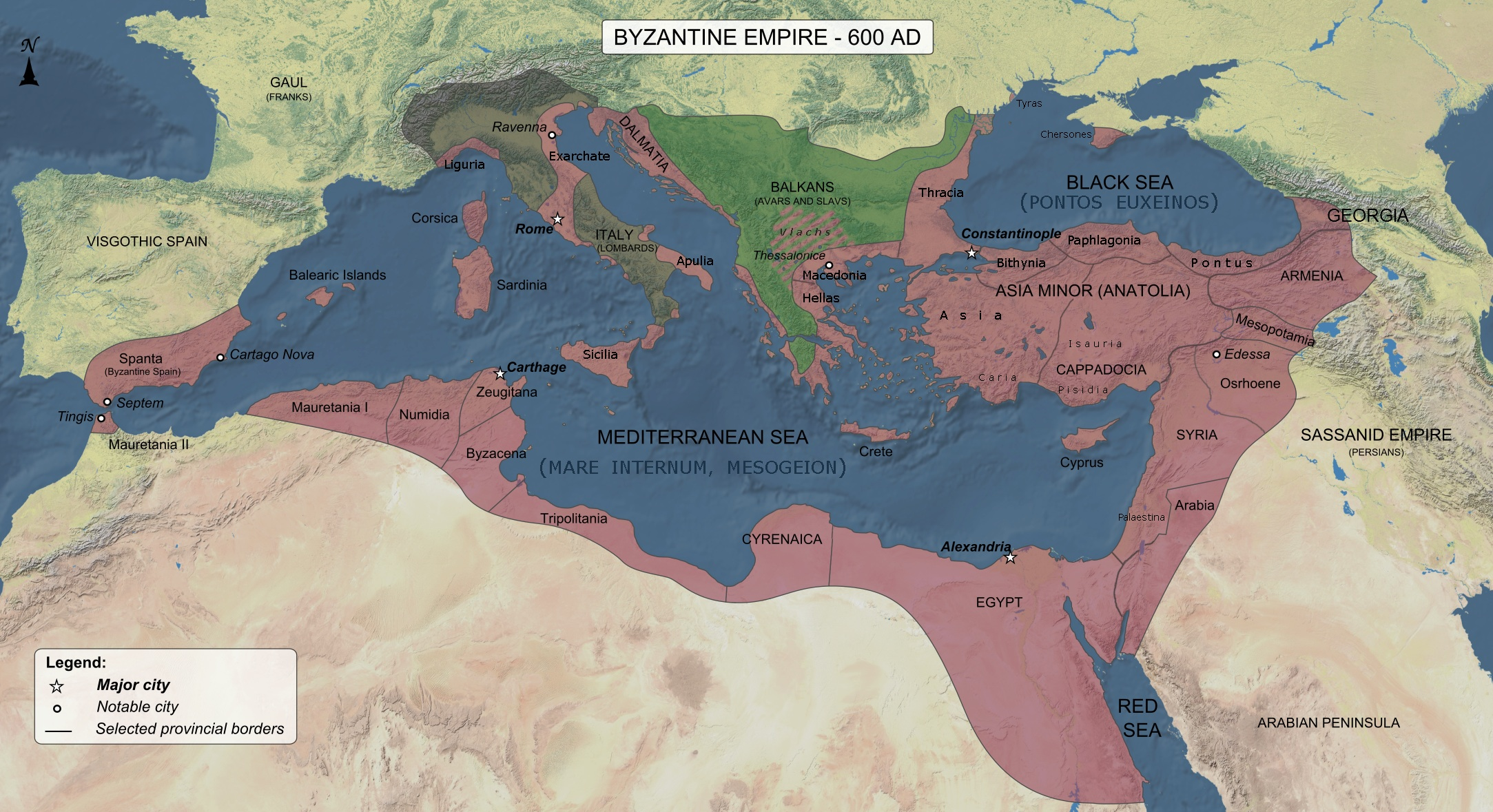
Imperiul Bizantin în anul 600.

Hilderic (523-530) a fost un rege mai tolerant față de Biserica Catolică. El a acordat libertate religioasă, cu toate acestea, el a avut un interes scăzut în război, lăsând această responsabilitate unui membru al familiei, Hoamer. Atunci când Hoamer a suferit o înfrângere împotriva maurilor, facțiunea ariană din cadrul familiei regale, a condus o revoltă, iar Gelimer, vărul său, (530-533) a devenit rege. Hilderic, Hoamer și rudele lor au fost aruncate în închisoare. Hilderic a fost demis și ucis în 533.
Împăratul bizantin Iustinian I a declarat razboi, cu intenția declarată de a-l restaura pe Hilderic pe tron vandal. În timp ce o expediție a fost pe traseu, o mare parte a armatei și a marinei vandale a fost condusă de Tzazo, fratele lui Gelimer, în Sardinia pentru a înabuși o revoltă. Ca urmare, armatele Imperiului Bizantin comandate de Belizarie au fost capabile să debarce fără opoziție la 10 mile (16 km) de Cartagina. Gelimer a organizat rapid o armată, și s-a întâlnit cu Belizarie, în bătălia de la Ad Decimum; vandalii au câștigăt, dar au căzut în luptă Ammatas, fratele lui Gelimer, și nepotul său Gibamund. Gelimer a fugit, iar Belizarie a capturat rapid Cartagina, în timp ce vandalii care au supraviețuit s-au luptat mai departe.
La data de 15 decembrie 533, Gelimer și Belizarie, s-au ciocnit din nou în bătălia de la Tricamarum, aproximativ la 20 de mile (32 km) de Cartagina. Din nou, vandalii au luptat bine, dar au cedat, de data aceasta când fratele lui Gelimer, Tzazo, a căzut în luptă. Belizarie a avansat rapid spre Hippo Regio, al doilea oraș al vandalilor, iar în 534 Gelimer s-a predat cuceritorului bizantin, marcând sfârșitul regatului vandal.
Africa de Nord, care cuprindea nordul Tunisiei și Algeriei au devenit o provincie romană din nou, din care au fost expulzați vandalii. Aceștia s-au dus la Saldae (denumit în prezent Béjaïa din nordul Algeriei) în cazul în care au fost asimilați de berberi. Alți s-au refugiat în regatele germanice ostrogot și vizigot.  Unele femei vandale s-au căsătorit cu soldații bizantini și s-au stabilit în nordul Algeriei și Tunisiei. Războinicii vandali aleși au format cinci regimente de cavalerie, cunoscut sub numele de Vandali Iustiniani, staționate la frontiera persană. Alții au intrat în serviciul militar privat al lui Belizarie. Conform Enciclopediei Catolice din 1913, Gelimer a primit moșii mari în Galatia, de asemenea, i s-a oferit rangul de patrician, dar a trebuit să-l refuze pentru că nu era dispus să-și schimbe credința ariană.

## Regi vandali
- Visimar (? - 335, rege)
- Godigisel (?-406, rege)
- Gunderic (?-428, rege 406-428)
- Geiseric (Genseric) (ca. 389-477, rege 428-477)
- Huneric (?-484, rege 477-484)
  - Theoderic (?- ca. 480)
  - Gento (dec. 477)
  - Godagis (dec. 484)
- Gunthamund (?-496, rege 484-496)
- Thrasamund (?-523, rege 496-523)
- Hilderic (26 mai 523 - 530; 533 ucis)
  - Gelaris
- Gelimer (?-553, rege 530-534)
  - Tzazo (?-533)
  - Ammata (?-533)